# عبد العزيز بن محمد المهنا
عبد العزيز بن محمد المهنا (1966م الرياض)، رئيس الهيئة العامة للولاية على أموال القاصرين ومن في حكمهم في السعودية، بمرتبة وزير.

## التعليم
درس وأكمل تعليمه الابتدائي والمتوسط والثانوي في مدينة الرياض والتحق بكلية الشريعة بجامعة الإمام محمد ين سعود حيث حصل على شهادة البكالوريوس من قسم (الفقه المقارن) عام 1990م

## الحياة العملية
رُشح بعد التخرج من الكلية بالعمل في وزارة العدل، تدرج في العمل الوظيفي حتى تم تعيينه رئيسا لكتابة العدل الأولى بالرياض عام 2010م، انتقل للعمل كمستشار خاص لوزير العدل بالإضافة إلى تكليفه مشرفًا ومديرًا عامًا لإدارة المتابعة بوزارة العدل.
وصدر الأمر الملكي في 20 يوليو 2014م بتعيينه كأول رئيس ومؤسس للهيئة العامة للولاية على أموال القاصرين ومن في حكمهم علي وظيفة معالي بالمرتبة الممتازة. وصدر الامر السامي في 18 فبراير 2018م بتفويضه بصلاحيات مجلس إدارة الهيئة العامة للولاية على أموال القاصرين ومن في حكمهم لإدارة أموال المشمولين بنظامها والتي تبلغ 20 مليار ريال ، بالإضافة إلى  إدارة و استثمار الأصول العقارية والأسهم والمحافظ.

### الخبرات والعضويات
- عمل مستشارًا قانونيًا لـ وزارة المالية خلال عام 2019م.
- يعمل المديرالعام لمجموعة المهنا للمحاماة والاستشارات القانونية.
- حاصل على دورات متقدمة في تنمية مهارات التنظيم ، والمهارات الاشرافية ، والمهارات القيادية ، وبرنامج قيادة التحول لرؤية المملكة 2030م ، من معهد الإدارة العامة .
- حاصل علي دورات متقدمة في نظام المرافعات الشرعية ونظام التسجيل العيني وتنظيم مسؤوليات القضاء الشرعي ونظام تملك غير السعوديين واستثماره، من المعهد العالي للقضاء.
- ترأس لجنتي ترشيح و تدريب الموثقين، ولجنة فحص الصكوك الصادرة من وزارة العدل.
- أقام عدة دورات تدريبية للقضاة في مجال أعمال التوثيق.
- شارك في دراسة عدد من الأنظمة واللوائح أمام هيئة الخبراء بمجلس الوزراء.
- شارك وترأس عدد من المؤتمرات والندوات والوفود داخل المملكة وخارجها.
- عمل عضوًا ونائبًا لرئيس مجلس إدارة الهيئة العامة للولاية على أموال القاصرين ومن في حكمهم.
- عضو في لجنة تصفية المساهمات العقارية بـ وزارة التجارة.
- عضو في مجلس إدارة الهيئة العامة للأوقاف.
- عضو في مجلس إدارة شركة ولاية للاستثمار.
- عضو في الهيئة السعودية للمحامين.